# Dariusz Kordek
Dariusz Sławomir Kordek (ur. 26 stycznia 1965 w Warszawie) – polski aktor teatralny, musicalowy, i filmowy, prezenter telewizyjny, konferansjer, piosenkarz. Powszechną popularność zdobył w latach 90. występując jako Marek Siedlecki w telenoweli W labiryncie.

## Życiorys

### Wczesne lata
Urodził się i dorastał w Warszawie. Uczęszczał do klasy matematyczno-fizycznej w warszawskim VI Liceum Ogólnokształcącym im. Tadeusza Reytana, gdzie w 1984 uzyskał maturę. Działał w amatorskim teatrze przy Parafii św. Stefana Króla przy ul. Czerniakowskiej, gdzie zbierał pierwsze doświadczenia sceniczne, a także był ministrantem i lektorem. Studiował na Wydziale Aktorskim w warszawskiej Państwowej Wyższej Szkoły Teatralnej, którą ukończył w 1988.

### Kariera zawodowa
Podczas studiów otrzymał nagrodę na VI Ogólnopolskim Przeglądzie Przedstawień Dyplomowych Szkół Teatralnych w Łodzi za podwójną rolę Kacpra i Leondera w spektaklu składanym kabaretowo-rewiowym Czyste szaleństwo w reżyserii Jana Englerta. W 1987 zadebiutował na scenie warszawskiego Teatru Polskiego w roli Cyngi w sztuce Witkacego Bezimienne dzieło w reż. Jana Englerta. W 1989 zdobył jedną z trzech głównych nagród – Nagrodę Pagartu i stypendium pieniężne Ministerstwa Kultury i Sztuki za wykonanie piosenki „Och, ty w życiu” na X Przeglądzie Piosenki Aktorskiej we Wrocławiu.

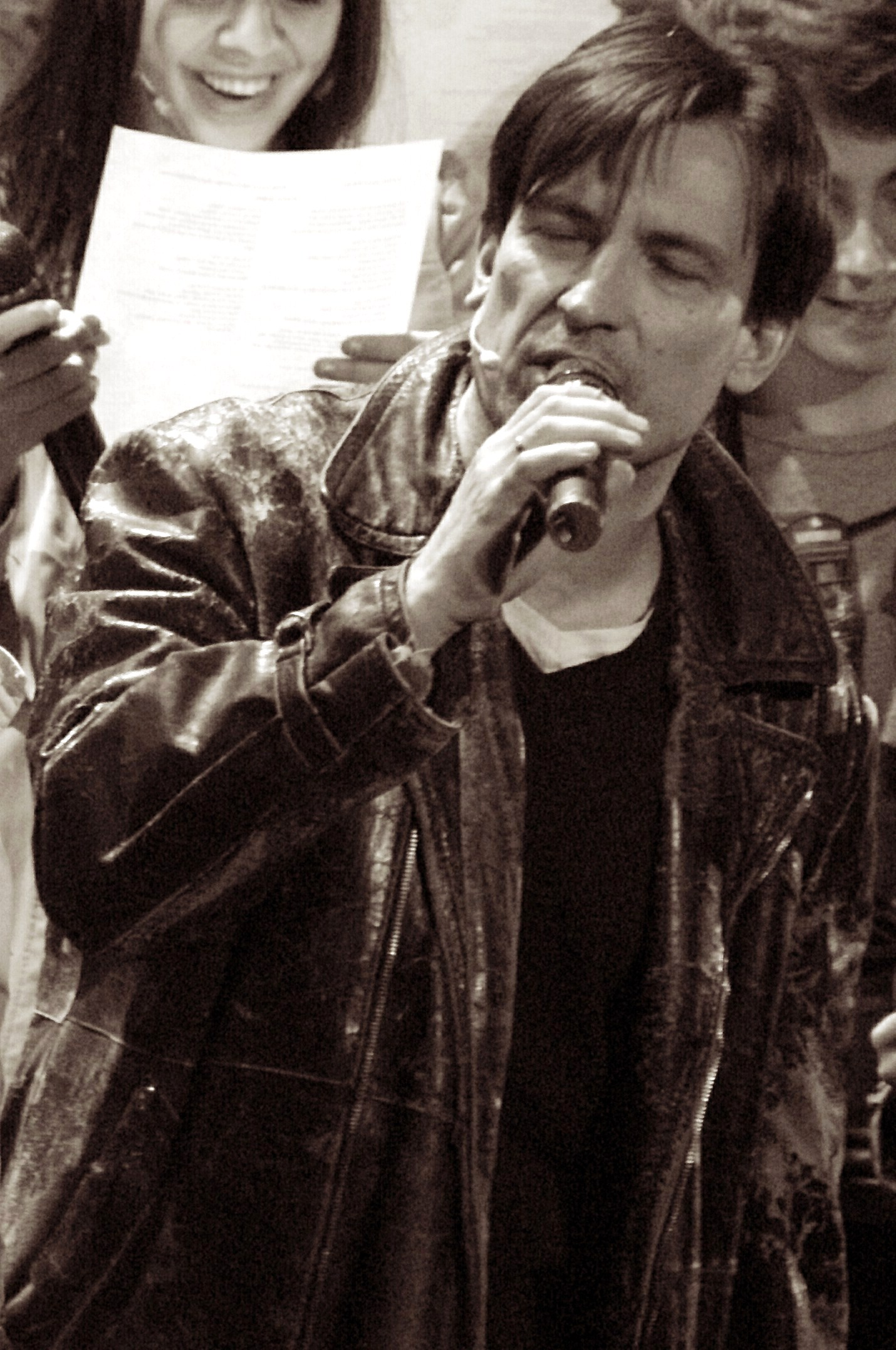
Kordek w Studio Buffo

W latach 1988–1992 występował w Teatrze Rampa na Targówku, w którym zagrał w przedstawieniach: Cabaretro (1988), Sweet Fifties (1989), Muzykoterapia (1989) i Czerwony stoliczek (1990). Następnie został aktorem teatru muzycznego Studio Buffo, w którym zagrał Jana w musicalu Metro (1991–1997) oraz był obsadzony w przedstawieniach: Do grającej szafy grosik wrzuć (1993), Nie opuszczaj mnie ... (1994) Jacques’a Brela i Grosik 2 – Piosenki z lat 60. (1995).
Ogólnopolską popularność zapewniła mu rola Marka Siedleckiego, pracującego w laboratorium przystojniaka i podrywacza w telenoweli W labiryncie (1990–1991). Zagrał przyjaciela tytułowego bohatera (granego przez Olafa Lubaszenkę) w sensacyjnym dramacie psychologicznym Władysława Pasikowskiego Kroll (1991).
W 1995 w Teatrze im. Wojciecha Bogusławskiego w Kaliszu zagrał gościnnie rolę Jimmy’ego Portera w sztuce Johna Osborne’a Miłość i gniew w reż. Jana Buchwalda. Był Gustawem w komedii Aleksandra Fredry Śluby panieńskie (1995) w reż. Zbigniewa Lesienia we Wrocławskim Teatrze Współczesnym im. Edmunda Wiercińskiego, gdzie w 1996 wystąpił w recitalu Playback Romana Kołakowskiego. Był faraonem w biblijnym musicalu Tima Rice i Andrew Lloyda Webbera Józef i cudowny płaszcz snów w technikolorze (1996) w Teatrze Powszechnym im. Jana Kochanowskiego w Radomiu. W latach 1996–1999 prowadził interaktywny teleturniej Polsatu Trzy Kwadraty. W 1996 wydał album pt. tylko cień..., którego producentami byli Romuald Lipko i Paweł Skura.
W warszawskim Teatrze „Scena Prezentacje” wystąpił w roli Leopolda w przedstawieniu Françoise Sagan Czasami skrzypce... (1997) w reż. Romualda Szejda. W Teatrze Rozrywki w Chorzowie wystąpił gościnnie jako Riff-Raff w musicalu Richarda O’Briena The Rocky Horror Show (1999) w reż. Marcela Kochańczyka. Był królewiczem w produkcji Jacka Bromskiego i Krzysztofa Kolbergera Królewna Śnieżka i krasnoludki (1999) w Operze na Zamku w Szczecinie. W Teatrze Polskim w Bielsku-Białej wystąpił w potrójnej roli taksówkarza Freda, studenta Antona i polityka Charlesa w spektaklu Davida Hare’a Tonacja blue albo Blue Room (2000) w reż. Krzysztofa Zaleskiego. W 2001 wystąpił jako Gucio w widowisku Taka noc nie powtórzy się więcej (reż. Artur Barciś) w Teatrze Syrena. Następnie został aktorem Teatru Muzycznego „Roma”, w którym w 2002 zagrał w musicalach: Grease w reż. Wojciecha Kępczyńskiego (jako Johnny Casino), Pięciu braci Moe w reż. Olafa Lubaszenki (jako Nomax) i Cohen Leonarda Cohena w reż. Krzysztofa Zaleskiego. Następnie zagrał Tomka w przedstawieniu Sztuka kochania, czyli serdeczne porachunki (2004) Jadwigi Has w reż. Jana Szurmieja w Teatrze Na Woli.
W 2004 w duecie z  Olgą Bończyk nagrał płytę pt. Sztuka kochania, czyli serdeczne porachunki. W 2006 uczestniczył w trzeciej edycji programu rozrywkowego Polsatu Jak oni śpiewają i wystąpił z recitalem Songi Bertolta Brechta w reż. Tomasza Dutkiewicza w Teatrze Komedia. W 2009 zagrał Pana Capuletiego w musicalu Romeo i Julia w Studiu Buffo. W 2011 był uczestnikiem 13. edycji programu TVN Taniec z gwiazdami. W 2012 powrócił do Teatru Muzycznego „Roma”, w którym zagrał: Dona Lockwooda w musicalu Deszczowa piosenka (2012) i Sama Carmichaela w Mamma Mia! (2015). W 2013 zagrał Żółtego Jima w spektaklu Teatru Syrena Jesienne manewry Petera Coke’a. Zagrał też pianistę i artystę kabaretowego Jacka Nightingale w Erato Art / Centrum Kultury i Sztuki w Lesznie w przedstawieniu impresaryjnym w reż. Dariusza Taraszkiewicza: Showbizz (2014) Petera Quiltera. Wiosną 2016 zajął drugie miejsce w finale piątej edycji programu Polsatu Twoja twarz brzmi znajomo w telewizji Polsat. W 2018 został jednym z jurorów talent-show Śpiewajmy razem. All Together Now w Polsacie. W tym samym roku został obsadzony w roli Ivana Alernatywy w spektaklu Teatru Rampa Kobiety na skraju załamania nerwowego (2018) Jeffreya Lane w reż. Dominiki Łakomskiej.  Wystąpił też w kolejnych przedstawieniach impresaryjnych w reż. Dariusza Taraszkiewicza: Bodo (2018) w roli przedwojennego amanta Eugeniusza Bodo, a w 2019 zagrał w spektaklach PROM Kultury Saska Kępa: Cudowna terapia Daniela Glattauera (jako Walenty Dorek) i Gąska Nikołaja Kolady (jako Wasilij). Wystąpił też w komediach pomyłek: Zdradziłeś mnie... kotku! (2019) Tomasza Jemioły w reż. Macieja Damięckiego i Kobieta idealna (2019) Adrianny Biedrzyńskiej i Agnieszki Szygendy w reż. Stefana Friedmanna, a także w sztukach: Randka w ciemno na dwie pary Norma Fostera w reż. Mirosława Polatynskiego, CudownaTerapia w reż. Dariusza Taraszkiewicza, Winda do Nieba, czyli czworo po czterdziestce Fritza Schindleckera, którą Kordek wyprodukował jako niezależny producent, i Wyjście Awaryjne w reż. Tomasza Dutkiewicza.

## Życie prywatne
W latach 1993–1996 był związany z Edytą Górniak. Następnie pozostawał w nieformalnym związku z Moniką Stefaniak. W latach 2001–2008 był żonaty z Agnieszką Gewert. 7 sierpnia 2010 poślubił Elizę Jędrzejewską, z którą ma syna Maksymiliana (ur. 2009) i córkę Marię Elizę (ur. 22 lipca 2013).
Pracował jako przedstawiciel handlowy i pracownik korporacji.

## Filmografia

### Filmy
- 1986: Maskarada jako uczestnik powołania Teatru Młodego Aktora
- 1991: Kroll jako Kuba Berger, przyjaciel Krolla
- 1995: Młode wilki jako „Casanova”
- 1995: Tato jako aktor występujący w reklamie szamponu
- 1997: Sztos jako współpracownik „Gruchy”
- 1999: Fuks jako chirurg opatrujący Aleksa
- 2000: Sezon na leszcza jako Tadeusz Drabik, „właściciel” Toyoty
- 2001: Poranek kojota jako Mariano Italiano, ojciec Noemi
- 2002: Sfora: Bez litości jako VIP Lachnal, wspólnik Starewicza
- 2010: Śniadanie do łóżka jako Sebastian
- 2011: 1920 Bitwa warszawska jako Władysław Sikorski

### Seriale TV
- 1988: Mistrz i Małgorzata jako tajniak (odc. 2, 4)
- 1989: Odbicia jako student zoologii
- 1990–1991: W labiryncie jako Marek Siedlecki
- 1991: Pogranicze w ogniu jako porucznik Burski z lotnictwa
- 1997: Pokój 107 jako Rafał, reżyser reklamówek
- 1998: Klan jako Robert Malisz, właściciel pensjonatu „Mewa” w Łebie, ojciec dziewczynki uratowanej przez Krystynę
- 1999–2000: Czułość i kłamstwa jako lekarz psychiatra
- 2000: Sukces jako reżyser Kroberski
- 2000–2001: Adam i Ewa jako ksiądz Paweł, znajomy Ewy Werner
- 2001: Marzenia do spełnienia jako Stanisław „Maks” Stonko
- 2001: Zostać miss jako współprowadzący finał konkursu „Miss Venus” (odc. 13)
- 2001: Zrozumieć świat jako wujek Max
- 2002: Sfora jako VIP Lachnal, wspólnik Starewicza
- 2003: Na Wspólnej jako Krzysztof Burza, szef agencji modelek w której pracuje Kinga
- 2003: Kasia i Tomek jako Ryszard, „przyszły niedoszły” Kasi
- 2004: Samo życie jako Krystian Bogucki, dyrektor kreatywny w Agencji Reklamowej „Aspekt” należącej do Moniki Dąbrowskiej
- 2004: Dziki jako mecenas „Zicher”, mąż Kasi
- 2004: Pensjonat pod Różą jako Krzysztof Szwarc (odc. 12)
- 2005: Dziki 2: Pojedynek jako mecenas „Zicher”
- 2005: Daleko od noszy jako Max Wernix
- 2005: Kryminalni jako Damian Kaliński (odc. 18)
- 2006: Fałszerze – powrót Sfory jako VIP Mieczysław Lachnal, dawny wspólnik Starewicza
- 2006: Kochaj mnie, kochaj! jako Piotr Szlagier
- 2007: Faceci do wzięcia jako Robert Konarski, brat Niny
- 2008: Na dobre i na złe jako Paweł Raszyński
- 2009: Przystań jako Andrzej
- 2011: Linia życia jako Leon
- 2012, 2014: Komisarz Alex jako Albert Winnicki (odc. 15); Jerzy Daszewski (odc. 74)
- 2012: Lekarze jako Maciej Kord, partner Anity Czajki (odc. 7)
- 2013: Prawo Agaty jako Piotrowski (odc. 37)
- 2015: O mnie się nie martw jako Leszek Wójcik, ojciec Poli (odc. 36)
- 2015: Aż po sufit! jako Grzegorz Marzec (odc. 9)
- 2016: Bodo jako Michał Orda (odc. 1 i 2)
- 2016: Pierwsza miłość jako Wojciech Konarski
- 2016: Ojciec Mateusz (odc. 188)
- od 2019: Rodzinny interes (serial telewizyjny) – Dariusz Witter
- 2019: Ojciec Mateusz (odc. 265)
- od 2021: Kowalscy kontra Kowalscy jako prokurator
- 2023: Korona królów Jagiellonowie jako Herman II Cylejski

### Programy TV
- 1996–1999: Trzy Kwadraty – prowadzący
- 2001: Od przedszkola do Opola – gość odcinka
- 2006: Jak oni śpiewają – uczestnik
- 2011: Taniec z gwiazdami – uczestnik
- 2016: Twoja twarz brzmi znajomo – uczestnik

## Dyskografia

### Albumy
- 1996: tylko cień... (wyd. New Abra)
- 2001: Gala 2001 Niedziela na Głównym Piosenki Wojciecha Młynarskiego/Nagranie – live Teatr Polski we Wrocławiu, 18 marca i 19 marca 2001 – piosenka „Och, ty w życiu” (muz. Janusz Sent/sł. Wojciech Młynarski)
- 2004: Do grającej szafy grosik wrzuć piosenki „Apasjonata” i „Kuba, wyspa jak wulkan gorąca” (wyd. Fonografika)
- 2004: Sztuka kochania, czyli serdeczne porachunki w duecie z Olgą Bończyk (wyd. Studio S-3 Polskiego Radia)

### Single
| Rok  | Tytuł  | Pozycja na liście |
| Rok  | Tytuł  | WiR               |
| ---- | ------ | ----------------- |
| 1997 | Chwile | 1                 |